# یواس‌اس کاردینال (ام‌اچ‌سی-۶۰)
یواس‌اس کاردینال (ام‌اچ‌سی-۶۰) (به انگلیسی: USS Cardinal (MHC-60)) یک کشتی بود که طول آن 188′ (57.3 m) بود. این کشتی در سال ۱۹۹۶ ساخته شد.